# Premi Alfred P. Sloan
El Premi Alfred P. Sloan és un guardó que des del 2003 es concedeix cada any en el marc del Festival de Cinema de Sundance. El premi s'atorga a un llargmetratge que se centri en la ciència o la tecnologia com a temes, o bé que tingui com a protagonista principal un científic, enginyer o matemàtic. El guanyador rep un premi de vint mil dòlars aportats per la Fundació Alfred P. Sloan.

## Films guanyadors
| Any  | Pel·lícula        | Director            | Escriptor(s)                    |
| ---- | ----------------- | ------------------- | ------------------------------- |
| 2003 | Dopamine          | Mark Decena         | Mark Decena & Timothy Breitbach |
| 2004 | Primer            | Shane Carruth       | Shane Carruth                   |
| 2005 | Grizzly Man       | Werner Herzog       | Werner Herzog                   |
| 2006 | The House of Sand | Andrucha Waddington | Elena Soarez                    |
| 2007 | Dark Matter       | Chen Shi-zheng      | Billy Shebar                    |
| 2008 | Sleep Dealer      | Alex Rivera         | Alex Rivera & David Riker       |
| 2009 | Adam              | Max Mayer           | Max Mayer                       |
| 2010 | Obselidia         | Diane Bell          | Diane Bell                      |
| 2011 | Another Earth     | Mike Cahill         | Mike Cahill & Brit Marling      |
| 2012 | Robot & Frank     | Jake Schreier       | Christopher Ford                |
| 2012 | Valley of Saints  | Musa Syeed          | Musa Syeed                      |
| 2013 | Computer Chess    | Andrew Bujalski     | Andrew Bujalski                 |
| 2014 | I Origins         | Mike Cahill         | Mike Cahill                     |